# 最高人民法院离退休干部局
最高人民法院离退休干部局，位于北京市东城区东交民巷27号，是中华人民共和国最高人民法院内设机构。

## 沿革
2000年8月7日，中共中央办公厅印发经中共中央批准的《最高人民法院机关机构改革方案》，据此设立最高人民法院离退休干部局。

## 职能
目前离退休干部局“主要负责本院离退休干部的安置、休养、医疗保健、生活服务等工作。”

## 历任领导
| 局长 …… - 杨安娜（？—？） - 张一丽（？—2014年） - 王蕊（？—？） | 副局长 …… - 杨安娜（？—？） - 庞卫东（？—？） - 刘京香（？—） |